# Silverstoneia nubicola
Silverstoneia nubicola är en groddjursart som först beskrevs av Dunn 1924.  Silverstoneia nubicola ingår i släktet Silverstoneia och familjen pilgiftsgrodor. IUCN kategoriserar arten globalt som nära hotad. Inga underarter finns listade i Catalogue of Life.